# 造纸术

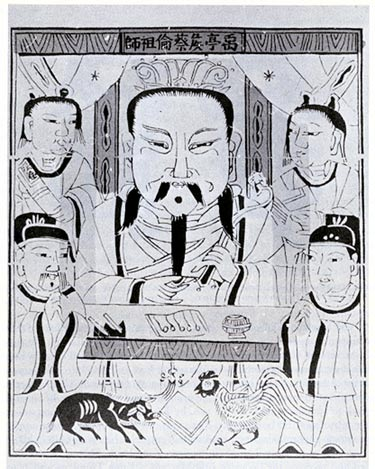
“禹亭侯蔡倫祖師”，清朝（18世纪）造纸业所供奉的祖师像

造紙術相傳是由东汉的蔡伦（63-121年）所改良，但是也古證據說明，造紙術早就存在，蔡倫只是改進造紙術的重要發展者，使造纸的成功率更高，成本更低。造紙術被稱為古代四大發明之一，是促使人類文化傳播的重要大發明。
東漢的許慎在他編寫中國第一部字典《說文解字》裡提到“纸”从“糸”。紙的發明、發展及傳播也是經過了一個曲折的過程。 造纸术的发明对于人类文明的传播有巨大的作用，它使得文明的传播速度更便捷、传播成本更低，它促使了纸质书的出现，所以说这是一项极其伟大的发明。

## 历史
「纸」一词在词源学上来源于纸莎草，即古希腊语中指“Cyperus papyrus”植物的词汇。纸莎草是一种厚实、类似纸的材料，由“Cyperus papyrus”植物的髓制成，曾用于古埃及及其他地中海社会的书写，早于中国纸的使用。 纸莎草的制作方法是将植物髓切成薄条状，平铺成一层，然后再叠加一层，且两层的条纹垂直交错。两层材料随后用木槌敲打合成一张纸。这种纸质地非常坚韧，但表面不平整，尤其是条纹的边缘。当用于卷轴时，多次卷起和展开会使条纹沿着垂直方向分开，这种现象在许多古代纸莎草文献中可见。

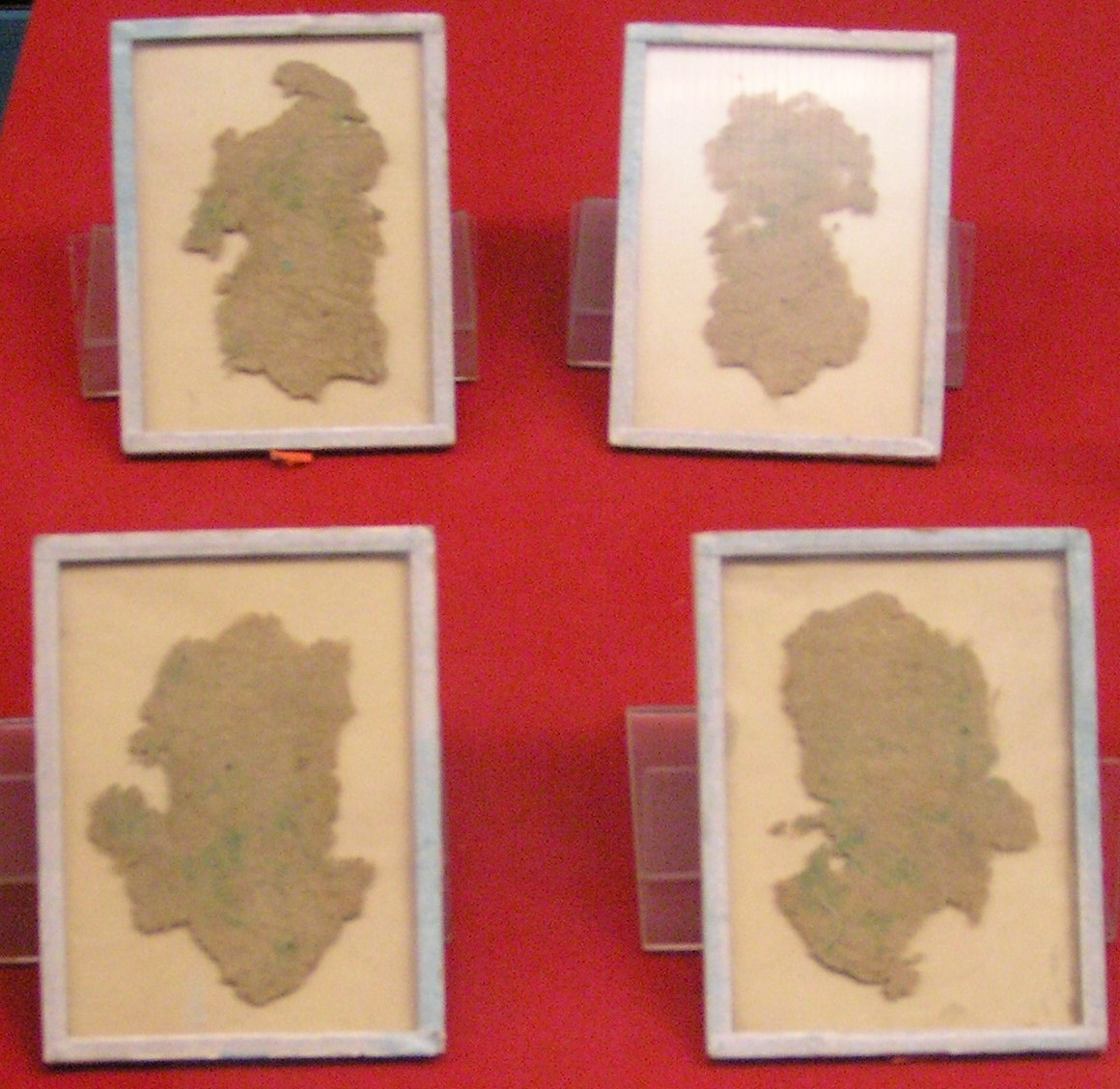
至少可追溯至公元前87年的早期西安麻纸

麻纸在中国自公元前8世纪以来就已用于包装和填充材料。 有可辨认的中文书写的纸已被追溯至公元前8年。  
中國传统上，纸的发明归功于蔡伦，他是汉代（公元前202年－公元220年）宫廷的一名官员，据说在公元105年左右用桑树皮和其他韧皮纤维以及渔网、旧布和麻废料发明了纸。 纸作为书写媒介在公元3世纪变得普及，到公元6世纪，中国开始使用厕纸。 在唐朝（618–907年），纸被折叠并缝制成方形茶包以保持茶叶的香味， 而在随后的宋朝（960–1279年），政府首次发行了纸币。  
在8世纪，造纸技术传播到伊斯兰世界，工艺得到改进，并设计出用于批量生产的机械。生产始于撒马尔罕、巴格达、大马士革、开罗、摩洛哥，然后传到穆斯林西班牙。 在巴格达，造纸由大维齐尔贾法尔·伊本·叶海亚监督。穆斯林发明了一种制造更厚纸张的方法，这项创新帮助将造纸从一种艺术转变为一项重要产业。 最早的水磨用于造纸中的制浆厂可以追溯到8世纪的撒马尔罕。 关于造纸厂的最早记录也来源于伊斯兰黄金时代，阿拉伯地理学家在大马士革的文献中首次提到这些工厂，时间大约在9世纪。

## 其他文字載體
在紙尚未問世之前，古代中國的文字資料有許多不同的載體。
- 甲骨，指龜甲與獸骨（大多使用牛肩胛骨，面積大而平整，利於刻劃），主要應用於於商代，作為占卜之用。據學者郭沫若研究，認為甲骨文從初創到成熟，起碼要經歷1500年以上，所以其起源約可回遡至西元前3000年。
- 金，即指各種金屬器具，應用得最多的為青銅，即銅與錫的合金，也有少量鐵、金、銀等，流傳於先秦時期。當時文字多銘刻於鐘、鼎等典禮儀式用品，故稱為金文或鐘鼎文。
- 石：以石為載體的文獻包括碣、碑、崖刻等，從秦朝到現代都有應用。
- 竹、木：將竹或木頭劈成長而窄的竹片（木片），稱為竹簡（木簡），可用來記錄文字，廣泛應用於先秦至三國兩晉時期。此外，還有以寬木板作為書寫載體的，稱為牘。
- 帛，是古代高貴的紡織品，由蠶絲製成，質輕、柔軟而堅韌，是很理想的書寫用品。但是產量少、價錢昻貴，一般人用不起。1972年出土的馬王堆漢墓，年代約在西元前193年，內有帛書多卷，內容包含歷史（如《春秋》）、哲學（如《老子》）、醫學（經絡、養生）等，是一筆珍貴的人類遺產。

1957年，西安市東郊的灞橋出土了公元前2世紀的古紙，世稱「灞橋紙」。經鑒定，該紙是以大麻和少量苎麻的纖維為原料製成的，平整、柔软，呈薄片状。灞橋紙曾一度被視為中國古代最早的紙。

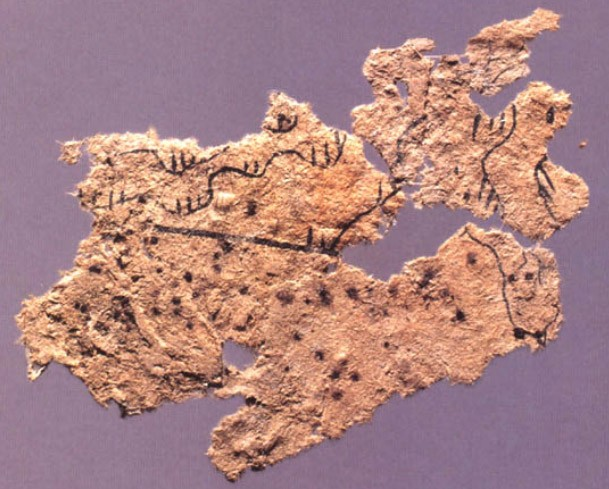
甘肃天水放马滩五号墓出图的纸地图

直到1986年，甘肅天水放馬灘再次發現了西漢初期的古紙，文景时期（公元前179一公元前 141年）墓群中出土绘有地图的纸，世稱「放馬灘紙」。地圖部分因積水受潮，呈不規則碎塊，無法複原。与以往考古發現不同的是，這次出土的古紙質量較好，紙面平整光滑，質地薄而軟。繪有細墨線繪制的山川、河流、道路等圖形。放馬灘紙是目前考古發現中國古代最早的紙，也是已知存在世界上最早的紙製地圖。
蔡倫於漢明帝永平末年入宮，漢章帝建初年間，擔任小黃門（較低品級的宦官職位）。漢和帝即位之後，升任中常侍，參與國家機密大事的謀劃。蔡倫有真才實學，為官盡忠職守，多次不惜觸犯皇帝的威嚴，進諫指出朝廷施政的得失。
後來，蔡倫擔任尚方令，監督宮廷物品的製作。人們認為就是從這個時候，蔡倫開始接觸東漢最好的手工工藝，並改進當時的造紙技術。據《後漢書·蔡伦传》記載，自古以來，書籍文檔都是用竹簡來做書寫載體的，後來出現了質地輕柔的縑帛，但是用縑帛製紙的費用很高昂，而竹簡又笨重，於是蔡倫想進行技術創新，改用樹皮、破布、麻頭和魚網等廉價之物造紙，大大降低了造紙的成本，為紙的普及準備了條件。漢和帝元興元年（105年），蔡倫把改進造紙術的成果報告給皇帝，皇帝對蔡倫的才能非常讚賞，並把改進過的造紙技術向各地推廣，漢安帝元初元年（114年），朝廷封蔡倫為龍亭侯，所以後來人們都把紙稱為「蔡紙」。

## 材料

### 古代材料

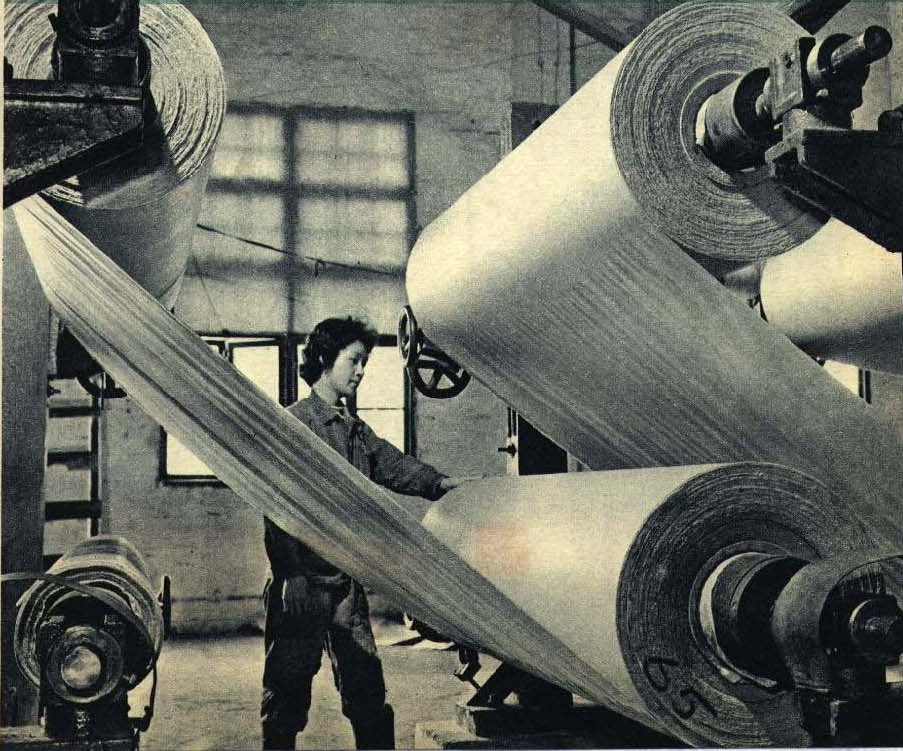
1962年，甘蔗渣为造纸原料

#### 原料
使用了桑皮、楮皮、三椏、蕘花等植物，及樹皮、破布、麻頭和魚網等作為原料。

#### 助料
在造紙的過程中，使用的助料有很多，最基本的為蒸煮與漂白兩種。蒸煮助料的作用為去除原料中的雜質，以便取得纖維；漂白助料的作用為去除其中的色素。

### 現代材料
造纸的纤维来源于:木材、麻、棉、藤、桑皮、檀皮、芙蓉皮、稻杆、麦杆、竹等。

### 新型材料
电子纸是基于MIT的研究成果而制成的电子显示屏，具有类似于纸张的观感，用于电子书阅读器。

## 過程

### 古代

#### 中原古代

明朝宋应星《天工开物》所载中国古代造紙术的流程（请点击观看）

參照右方圖片，明朝造纸术有五個主要的步驟。從圖中可知當時中原的造紙業已經相當成熟，每道工序的專家各司其職，並且已開發出一些造紙專用的設備。
- 斬竹漂塘：砍下竹子置於水塘浸泡，使纖維充分吸水。可以再加上樹皮、麻頭和舊魚網等植物原料搗碎。
- 煮楻足火：把碎料煮爛，使纖維分散，直到煮成紙漿。圖中可見大鍋中的碎料用大石壓住，有助於完全煮爛。
- 蕩料入簾：待紙漿冷卻，再使用平板式的竹簾把紙漿撈起，過濾水分，成為紙膜。此一步驟要有純熟的技巧，才能撈出厚薄適中、分布均勻的紙膜。
- 覆簾壓紙：撈好的紙膜一張張疊好，用木板壓緊，上置重石，將水壓出。
- 透火焙乾：把壓到半乾的紙膜貼在爐火邊上烘乾，揭下即為成品。

#### 欧洲古代

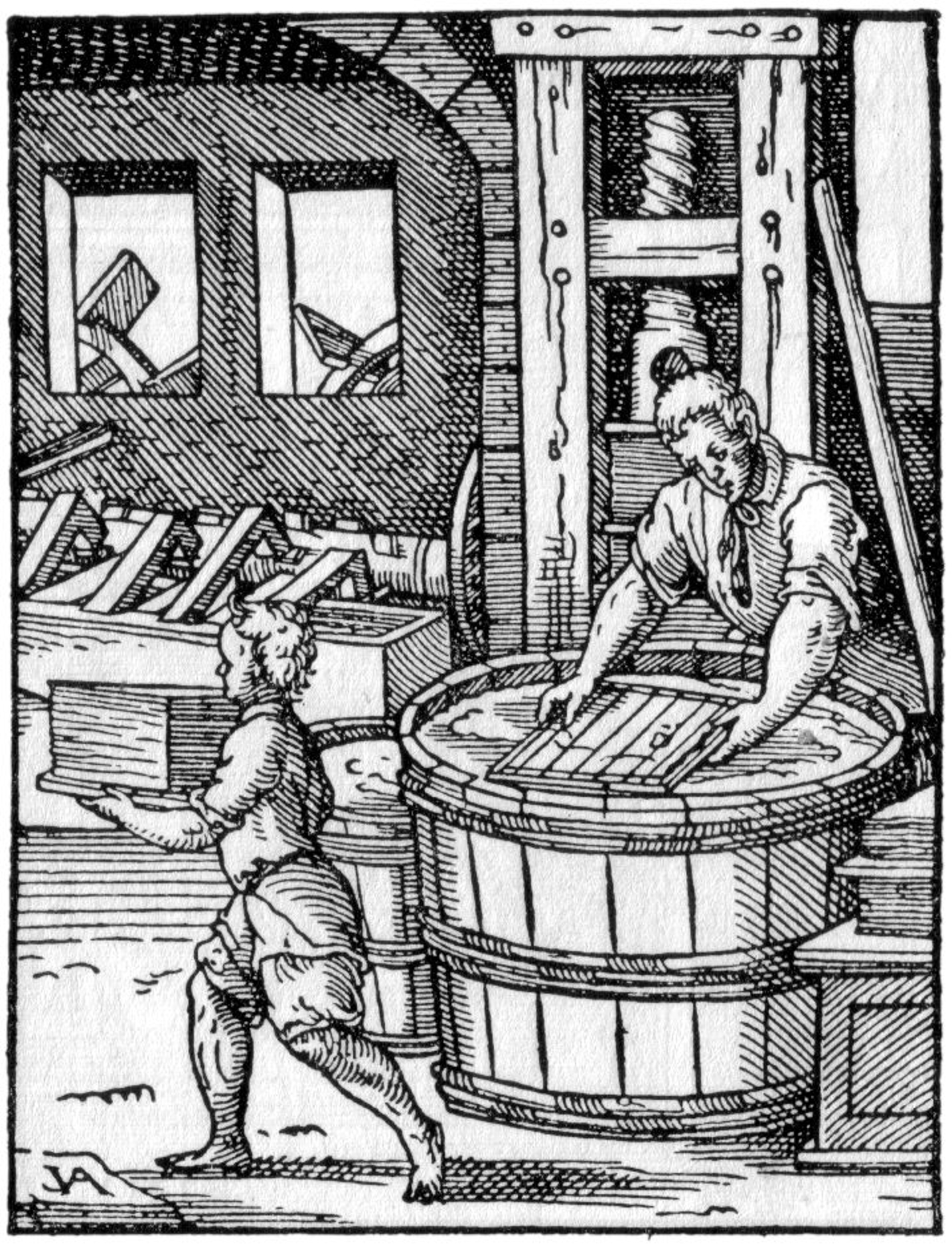
乔斯特·安曼（Jost Amman）的 Ständebuch中所绘的制纸匠，1568年

#### 印度古代
白桦树皮和贝叶

#### 古埃及
- 莎草紙

### 現代
製紙工序已經機械化

#### 紙漿
- 磨木紙漿（Groundwood Pulp）
  - 利用機械碾磨力以取得木材纤维，又稱為機械紙漿（mechanical pulp），主要可再分為一般機械漿、精製機械漿、熱磨機械漿等。
- 化學紙漿（Chemical Pulp）
  - 利用化學法將纤维與木質素分開以取得木材纖維，主要可再分為蘇打漿、亞硫酸鹽漿、硫酸鹽漿等。
- 半化學紙漿（Semichemical Pulp）
  - 結合機械法與化學法之製漿方式，可再分為中性半化學漿、冷蘇打漿、化學機械漿等。

#### 機械造紙工序

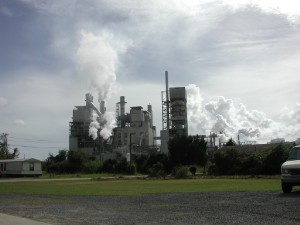
國際紙業的造紙廠

造紙的木材鋸成合適的呎吋後即進行去皮的工序，將原木放入大型滾筒內，滾筒轉動時原木互相磨擦而去除樹皮，脫落的樹皮會用作鍋爐的燃料，去皮後的原木會被切割成1.5到2吋，厚度0.25吋的方形木片，軟木（Softwood）片及硬木（hardwood）片因物理特性不同而需分開處理。
木材由細小的細胞膜質纖維（cellulose fibers）以稱為木質素（lignin）的膠狀物質黏合組成，製造紙漿時利用化學物蒸煮木片分解木質素從而而將纤维分離。將木片放入稱為蒸煮器（digesters）的巨大容器內，其功能類似廚房用的壓力鍋（pressure cooker），木片及化學物在加壓下蒸煮1.5到4小時直至成為濕軟如燕麥片的混合物，分離後的纖維可懸浮於水上。混合物經清洗以去除剩餘的化學物和分解的木質素及漂白至合適的白度（whiteness）。從這裡紙漿要通過一系列精鍊機（refiners），將紙漿內的纖維壁上線狀元素鬆閞令表層粗糙，纖維互相纏著成為張狀。接著加上染料（dyes）及其他添加劑使成品的紙張擁有所需的特性。
紙漿以二十份水對一份纖維的比例加水，通過造紙機的成形布或網（forming fabric or wire），紙漿的纖維互相交織而形成紙張及除去大部分水份。以每分鐘3,000呎的高速前進，紙張再通過一系列的吸水布及蒸汽加熱稱為烘乾機（dryers）的滾軸，清除紙張內留存的水份。紙張再經一個塗佈工序在紙張兩面添加澱粉溶液，澱粉使紙張表面平滑及將來用於印刷時油墨不會化開，由于塗佈過程帶來水份，紙張需重覆先前的烘乾程序。烘乾後的紙張再通過沉重而光滑的滾軸進行磨光令表面更加光滑，紙張在後方收集卷成大紙卷，再分割成合適闊度的小紙卷，部分原卷包裝出貨，而部分再加工切成合適呎吋的平張才包裝出貨。

## 造紙術的文化影響及傳播途徑

### 文化影響
在漢朝以後，紙張大大地推進了書籍抄寫和文化傳播的事業。在兩晉朝的需要，紙張的要求慢慢地提高。特別是在書法上，因為書法對紙筆的要求都是十分高的，所以紙張質素是有必要提高的。
但是由於南北兩朝的文化和背景都各有不同，所以兩地所用的造紙原料都各有不同。

### 傳播途徑
中國造紙技術的傳播順序，先為紙張和紙製品，其次才為造紙技術。考古发现证实，早在西汉时，纸就已經傳播到朝鮮。大约公元四世纪末，造紙術传入朝鮮和越南。到了7世紀，产自朝鲜半岛的“高丽纸”已经为中国文人所喜用。公元610年，朝鲜僧人昙征将造纸术献与日本摄政王圣德太子，日本人称昙征为纸神。公元9—10世纪，造纸术经丝绸之路传到西域，并由此传入印度，开始出现纸质的佛教经卷。
中國造紙技術傳播的一个说法是在公元8世紀751年，唐朝高仙芝與大食國（當時的阿拉伯）爆發怛羅斯戰役，戰敗的唐朝士兵俘虜中有懂得造紙工匠，造紙術便傳入了西方；首先在撒馬爾罕（今烏茲別克境內）建立了中東第一個造紙作坊，794年巴格達出現中東第二個造紙作坊，造紙術由此傳到阿拉伯地區。不过，李约瑟指出早在650年纸张就已经传入中亚的撒马尔罕。
穆斯林與基督徒的交流讓紙製品在11世紀左右在歐洲廣泛利用。12世紀初傳入西班牙，13世紀傳入義大利，14世紀傳入法國、德國並最終傳遍歐洲，美洲。但到17世纪时，欧洲造纸术仍然只是中国宋代的水準，而與中國的造紙差異很大。乾隆年间，在清廷任职的法籍画师、耶稣会教士蒋友仁将中国造纸术绘制成图，寄回巴黎，从此中国新一代的造纸技术在欧洲传播开来。1797年，法国人尼古拉斯·路易斯·罗伯特发明机器造纸，取代手工造紙，从而超越了中国。
經過了1,000多年的時間傳播，中國的造紙術就此傳遍了整個世界。

## 其他關聯研究
民族學者凌純聲先生曾在1963年的著作中推論，蔡倫改良造紙技法的創新源流，可能受有東亞樹皮布文化的影響。蔡倫將古代造絲紙(漢人本身傳統)和造樹皮布紙的兩種工藝整合起來，以造絲紙工藝的製紙工法，結合造樹皮布紙工藝的材料學知識，從動物性材料(蠶絲)改為轉用植物纖維(漁網、木料)來造紙，遂得到便宜、好用的「真紙」，然而此說並沒有直接文獻能證明蔡倫是參考樹皮布的依據，且諸多假設已與現今考古獲得西漢可書寫的麻紙不符合。

## 研究書目
- 潘吉星：《中國古代四大發明——源流、外傳及世界影響》（合肥：中國科學技術大學出版社，2002）。
- 錢存訓：《中國古代書籍紙墨及印刷術》（北京：北京圖書館出版社，2002）。
- 艾费特：〈技术的源与流：四川夹江造纸匠群体中的行业崇拜、祖先与知识的传播 （页面存档备份，存于）〉。
- Jacob Eyferth：〈书写与口头文化之间的工艺知识——夹江造纸中的知识关系探讨 （页面存档备份，存于）〉。
- 雅各布·伊弗斯：〈人类学视野下的中国手工业的技术定位 （页面存档备份，存于）〉。